# Касиопея (митология)
Вижте пояснителната страница за други значения на Касиопея.
За съзвездието, виж Касиопея (съзвездие)
Касиопея (на гръцки: Κασσιόπη; Κασσιέπεια - на старогръцки означава „тази, чието слово блести“), наричана и Единствена дъщеря на морето, е изключително красива жена, която в древногръцката митология е изобразена, като жертва на своята склонност към хюбрис (самомнение, обиждащо боговете). Суетата й става причина и за ред беди, сполетели страната, за чийто владетел е омъжена, както и за поставянето на дъщеря им Андромеда в смъртна опасност, от която е избавена от героя Персей, който по-късно взема девойката за своя жена и я отвежда на остров Серифос, един от Цикладските острови. В класическата древногръцка митология, Персей използва за придвижването си, летящите сандали на бог Хермес, но от Ренесанса нататък по-често е описван да язди летящия кон Пегас и така да идва при принцесата.

## Митология
Действието в легендата за Касиопея се развива обикновено в някаква далечна, спрямо Гърция, и екзотична земя, която е популярно да се смята, че е била Древна Етиопия, но би могла да бъде и някъде по крайбрежието на полуостров Пелопонес. Самата Касиопея и мъжът й (Цефей или Фойник/Феникс, син на Агенор) явно не са гърци, а някакви чужденци, може би араби (предвид това, че за царицата или друга жена със същото име се твърди и че е дъщеря на Арабий/Араб) или финикийци (Фойник е епоним на този народ). Като съпруга на Феникс, митологията й приписва раждането от него на Атимний, или пък че всъщност го е родила от Зевс, бога-гръмовержец.
Във всеки случай царят се влюбва в нея от пръв поглед, виждайки я веднъж на брега на морето. Касиопея е толкова хубава, че не само е сравнявана с морските нимфи - нереиди, но и причислявана към тях и с времето така се възгордява от това, че започва да се хвали, че е по-хубава, дори от и от най-прекрасната си предполагаема посестрима, а за дъщеря си, която междувременно й се ражда и отраства, може да е казвала, че е и още по-красива. В резултат именно момичето се оказва изкупителната жертва, която богът на морето Посейдон изисква за да се откаже да наводнява страната и да я отърве от морското чудовище, което е пратил да яде местните моряци. Магическите сили на Касиопея не са достатъчни да го неутрализират и по съвет на оракула на бог Амон (в оазиса Сиуа), младата девица е вързана с вериги за скала и оставена на съдбата си. Спасена е, благодарение на това, че Персей носи със себе си главата на горгоната Медуза, с помощта на която вкаменява съществото, известно като Кето или Кетос/Кит. По-късно прави същото и с годеника й и неговата свита и се жени за принцесата. Така Касиопея се сродява с царския род на Аргос, към който принадлежи героят, който е внук на тамошния цар Акрисий, и е съответно сред предците на Хераклидите.
Посейдон все още смята, че Касиопея трябва да бъде наказана с нещо повече, затова макар Зевс по настояване на Хера да я поставя на звездното небе, (т.е. обезсмъртява я, според древните представи), морският бог добавя и някои копрометиращи подробности към образа й, под формата на съзвездие.